# Småholmane (Kvam)
Ne doit pas être confondu avec Småholmane, Småholmane (Austevoll) ou Småholmane (Fjell).
Småholmane, est une île dans le landskap Sunnhordland du comté de Vestland. Elle appartient administrativement à Kvam.

## Géographie
Rocheuse et couverte d'arbres, à fleur d'eau, elle s'étend sur environ 120 m de longueur pour une largeur approximative de 112 m.